# MEKO A-100型フリゲート
MEKO A-100型フリゲートは、ドイツのブローム・ウント・フォス社（Blohm + Voss GmbH）によって設計された軽フリゲート。MEKO型フリゲートの系譜に属するものとしてはもっとも小型の艦型である。

## 概要
MEKO A-100型は、ブローム・ウント・フォス社の有名な輸出用フリゲート・シリーズであるMEKO型フリゲートの新しいMEKO Aシリーズにおける軽フリゲート/コルベットとして位置づけられている。しかし実際には、同じMEKO Aシリーズに属する大型フリゲートであるMEKO A-200型フリゲートよりは、従来型のMEKO 200型フリゲートをベースに小型化したような設計となっている。このため、とくに軽武装の哨戒艦（OPV）モデルは、しばしば単にMEKO 100型として呼ばれることがある。
MEKO A-100型は、マレーシア海軍とポーランド海軍によって導入されている。このうち、マレーシア海軍向けのMEKO 100 RMN型 (クダ級哨戒艦)は、必要最小限の装備のみを搭載した哨戒艦モデルであり、武装は、中口径砲と機銃のみに限られている。これに対し、ポーランド海軍が導入しているモデル（ガヴロン級コルベット）は、PDMSやSSMなど、一通りの武装を搭載した汎用戦闘艦となっている。

## 設計
ブローム・ウント・フォス社は、以前、本型とほぼ同大の軽フリゲートとしてMEKO 140型フリゲートを開発していた。しかし、これは、比較的大型のMEKO 360型フリゲートをベースとしており、デッドスペースの発生が避けられないモジュール設計を適用するには船型過小だった。また、外洋域での戦闘を遂行するため、設計に無理を重ねることとなり、発注者はアルゼンチンのみであった。
MEKO 100型フリゲートは、MEKO 140型の失敗を十分に研究した上で開発された。すなわち、ベースとしては、より小型のMEKO 200型フリゲートが採用されたので、設計の困難は最低限に抑えられた。そしてまた、冷戦構造の崩壊以後の世界情勢のなかでますます重要性を増す戦争以外の軍事作戦に焦点を当てて、哨戒艦艇としての性格を強めての設計がなされた。これにより、運用人員は削減され、最低では26名の乗組員によって運航できるようになった。
その一方、重武装を望む顧客に対しての対応も、おろそかにはなされなかった。MEKO型に伝統的なモジュール化設計は、軽武装の哨戒艦を容易に重武装のコルベットに改装することを可能としている。また、兵器テクノロジーの発達によって、戦術情報処理装置や各種レーダーなどはより小型化されており、小型のコルベットに対しても十分な火力を提供できるようになっている。例えば、MEKO 100型哨戒艦は、民生用の航海レーダーと極めて簡素な対水上捜索レーダーしか搭載しないことで、運用の手間と取得コストを削減することができるが、その一方で、ほぼ同一の設計によるMEKO A-100型コルベットは、対空捜索レーダーと艦対空ミサイルを誘導するための射撃指揮システム一式を搭載することによって、対艦ミサイルをはじめとする航空脅威からの自衛能力を得ることができる。
なお、本型をベースとして、ドイツ海軍向けに開発されたコルベットがブラウンシュヴァイク級コルベット（MEKO A-130型）である。船体設計は基本的に同一であるが、上部構造物後部のヘリコプター格納庫は、無人機2機を収容できるように改設計されているほか、ドイツ海軍の運用要求に則った装備が施されている。

## クダ級哨戒艦
MEKO 100/A-100型の最初の発注者はマレーシア海軍であり、その設計はMEKO 100 RMN型と呼ばれている。これはクダ級哨戒艦（Kedah class offshore patrol vessel）として6隻が建造され、2006年より就役を開始した。
クダ級は、軽武装の哨戒艦として就役しており、現在搭載している武装は、有名な76mm単装速射砲と、30mm単装機関砲が各1門、そして12.7mm重機関銃が2丁のみである。しかし、上記したようなMEKO 100型の特性を生かして、必要に応じて、RAM近接防空ミサイルおよびエグゾセ艦対艦ミサイルを搭載したコルベットとして改装できるように配慮されている。
また、電子兵装は既に哨戒艦としてはかなり強力なものが装備されており、対空レーダーとしては3次元レーダーであるTRS-3Dが搭載され、またソナーも装備されている。
固有の対潜兵装は持たないが、上部構造物後部にはヘリコプター格納庫が設置されており、SH-60 シーホーク級の機体も運用可能となっている。
なお、艦名はいずれもマレーシアの州名から採られている。
| #    | 艦名                     | 起工            | 造船所                | 進水            | 就役            |
| ---- | ------------------------ | --------------- | --------------------- | --------------- | --------------- |
| F171 | クダ KD Kedah            | 2001年 11月13日 | B+V                   | 2003年 3月21日  | 2006年 6月5日   |
| F172 | パハン KD Pahang         | 2001年 12月21日 | HDW                   | 2003年 10月2日  | 2006年 8月3日   |
| F173 | ペラ KD Perak            | 2002年 3月      | ブーステッド 海軍工廠 | 2007年 11月12日 | 2009年 6月3日   |
| F174 | トレンガヌ KD Terengganu | 2004年 8月      | ブーステッド 海軍工廠 | 2007年 12月6日  | 2009年 12月8日  |
| F175 | クランタン KD Kelantan   | 2005年 7月      | ブーステッド 海軍工廠 | 2008年 11月24日 | 2010年 5月8日   |
| F176 | スランゴール KD Selangor | 2006年 7月      | ブーステッド 海軍工廠 | 2009年 7月23日  | 2010年 12月28日 |

## シュラザック(哨戒艦)

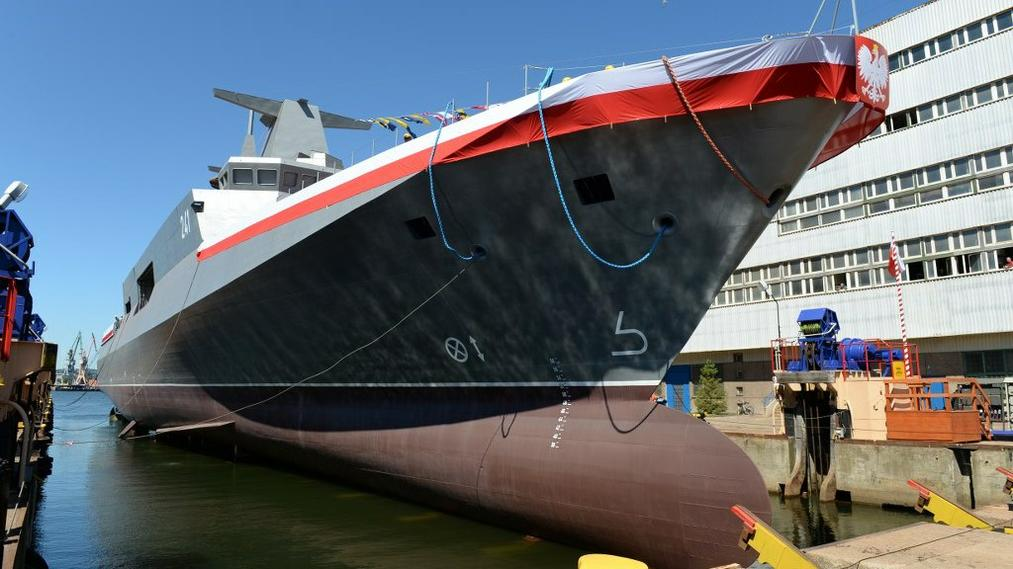
進水式直前のシュラザック

MEKO 100/A-100型の2番目のユーザーとなるのがポーランド海軍である。ポーランド海軍が発注したモデルは、船体設計そのものは先行するMEKO 100 RMN型に準じていたが、はるかに重武装のコルベットとして開発されたことから、MEKO A-100型と呼ばれている。
ポーランド海軍は本級を7隻取得する計画であった。しかし2012年の2月、任務の多様化からもっと大きなサイズの艦を必要とするポーランド政府の方針転換により、既に起工していた1番艦「シュラザック」(en)を除く全ての艦の建造をキャンセルし、「シュラザック」の艦種をコルベットから哨戒艦に変更した。2019年11月28日（現地時間）に就役。

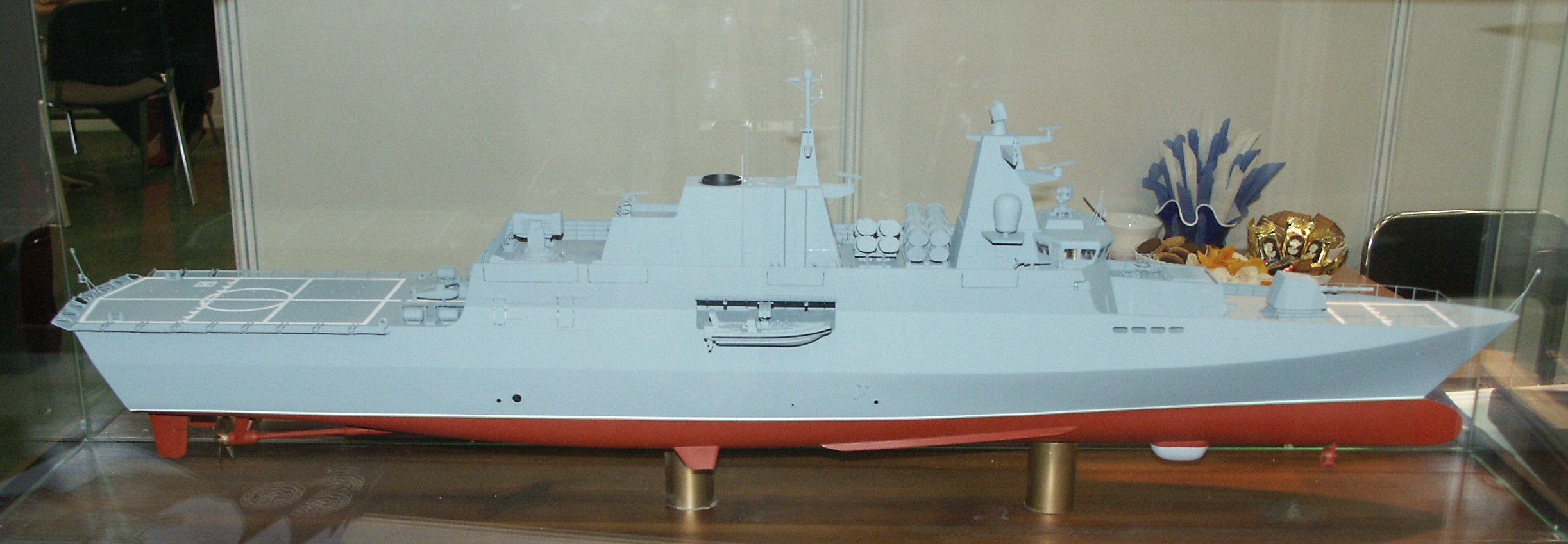
ガヴロン級コルベットの模型

当初、ポーランド海軍においてはガヴロン級コルベット（Gawron-class corvettes）と称され、計画番号は621号であった。本級は、バルト海における作戦行動を主眼として開発されており、ドイツ海軍において同様の任務をになうブラウンシュヴァイク級コルベット（MEKO A-130型）に近い装備を行なっていた。ただし、A-130型よりもやや大型の艦であることから、武装が強化されており、RBS-15艦対艦ミサイルのほかに、個艦防空ミサイル（ESSMまたはVL-MICA）の垂直発射機と中型ヘリコプター（SH-2G）を搭載する計画であった。しかし、前述の理由により、個艦防空ミサイルは携帯式対空ミサイルであるグロム(en)に変更され、対艦ミサイルの搭載も見送られている。